# 남아프리카 표준시

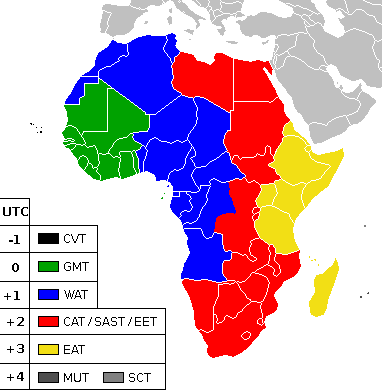
아프리카 각국의 시간대. SAST가 남아프리카 표준시이다.

남아프리카 표준시(South African Standard Time, SAST)는 남아프리카 공화국에서 사용하는 시간대이다. 에스와티니와 레소토도 이 시간대가 적용된다. 협정 세계시보다 2시간 빠르며, 서머 타임은 실시되지 않는다.
남아프리카 공화국의 서쪽에 위치하는 케이프타운은 동경 18도에 위치하고 있어 동경 30도를 기준으로 하는 UTC+02 시간대와는 큰 차이가 있지만 시간대는 동일하다. 실제로 남아프리카 공화국의 서쪽 끝과 동쪽 끝의 일출과 일몰 시각은 1시간 정도 차이가 난다.
| 도시       | 1월 1일     | 7월 1일     |
| ---------- | ----------- | ----------- |
| 케이프타운 | 05:38–20:01 | 07:52–17:48 |
| 더반       | 04:58–19:00 | 06:52–17:07 |